# Rhithrogena germanica
Espèce
Rhithrogena germanica est une espèce d'insectes éphéméroptères de la famille des Heptageniidae.

## Caractéristiques physiques
- Nymphe : de 10 à 15 mm pour le corps
- Imago :
  - Corps : ♂ 10 à 15 mm, ♀ 11 à 15 mm
  - Cerques : ♂ 25 à 30 mm, ♀ 15 à 20 mm
  - Ailes : ♂ 10 à 15 mm, ♀ 11 à 15 mm

## Distribution
Rhithrogena germanica était une espèce particulièrement répandue en Europe, sur toutes les rivières, mais avec une prédilection pour les eaux froides et oxygénées de moyenne montagne. Elle est en très forte régression dans la majeure partie de l'Europe.

## Éclosion
Dès la mi-mars, en éclosions massives très spectaculaires.

## Rhitrogena germanicadans lapêche à la mouche
Rhithrogena germanica (ou Rhithrogena haaruppi) se nomme March Brown Mayfly en anglais ; cette espèce très appréciée est parfois appelée " March brown " par les pêcheurs à la mouche francophones, à la suite des éclosions de mars.